# Dicliptera swynnertonii
Dicliptera swynnertonii är en akantusväxtart som beskrevs av Spencer Le Marchant Moore. Dicliptera swynnertonii ingår i släktet Dicliptera och familjen akantusväxter. Inga underarter finns listade i Catalogue of Life.